# Zipfs lov
Zipfs lov er en empirisk lov, der er formuleret ved brug af matematisk statistik. Loven henviser til det faktum, at mange datatyper, som man studerer inden for fysik og samfundsvidenskab, kan tilnærmes ved en Zipfiansk fordeling, en af en familie af diskrete sandsynlighedsfordelinger, der følger potenslove.
Loven er opkaldt efter George Kingsley Zipf (1902–1950), en amerikansk lingvist, der populariserede og forsøgte at forklare loven, men ikke gjorde krav på at have fundet lovmæssigheden.
| Matematik | Spire Denne artikel om matematik er en spire som bør udbygges. Du er velkommen til at hjælpe Wikipedia ved at udvide den. |